# St. Trinitatis (Steuden)

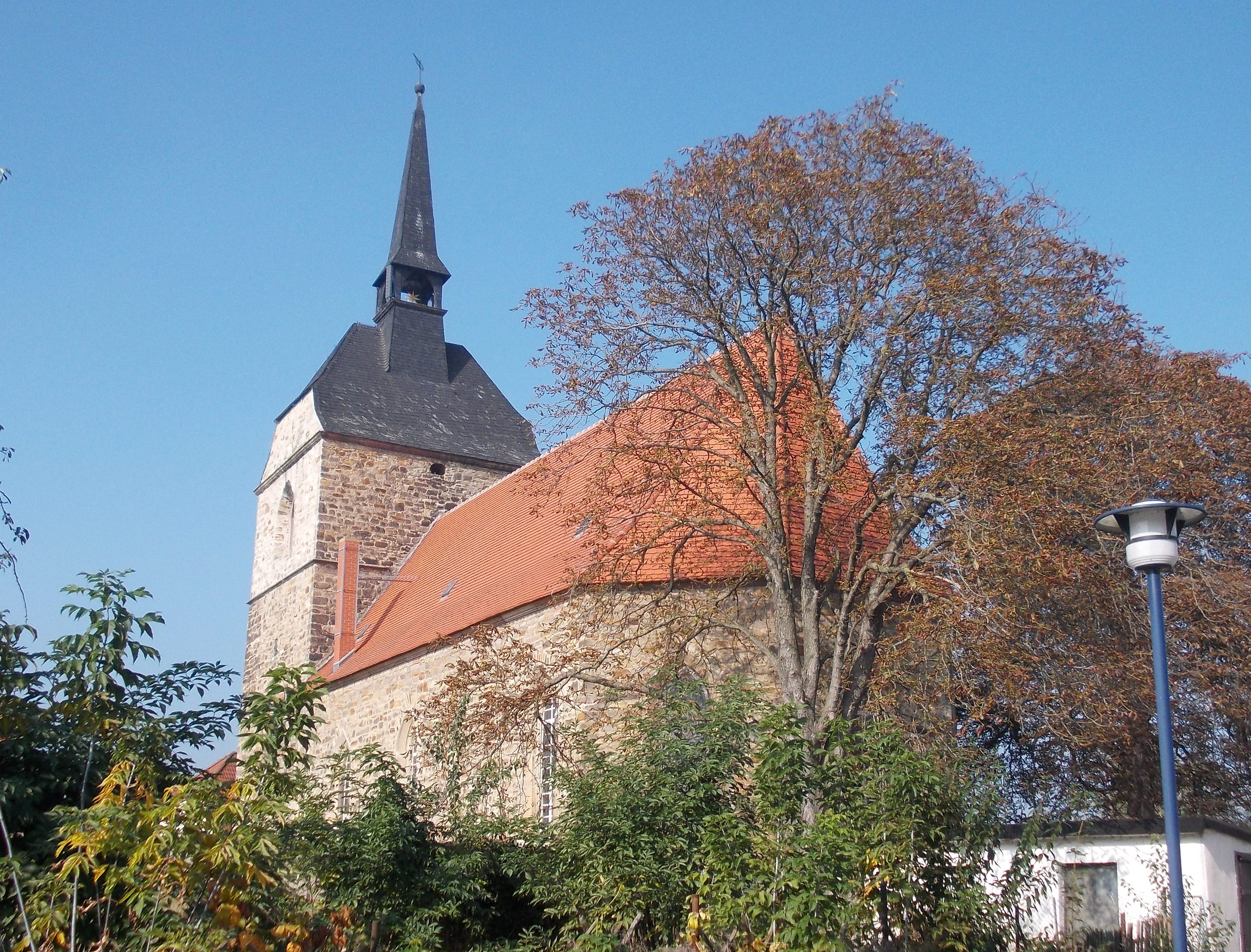
St. Trinitatis zu Steuden

St. Trinitatis ist eine denkmalgeschützte Kirche im Ort Steuden der Gemeinde Teutschenthal in Sachsen-Anhalt. Im örtlichen Denkmalverzeichnis ist sie unter der Erfassungsnummer 094 55346 als Baudenkmal verzeichnet. Sie gehört zum Pfarrbereich Teutschenthal im Kirchenkreis Halle-Saalkreis der Evangelischen Kirche in Mitteldeutschland.

## Geschichte
Im 11. Jahrhundert erfolgte eine Kirchengründung in Steuden. Damals war das Bauwerk noch dem Hl. Mauritius gewidmet – diese Nennung findet sich heute auch noch vielfach in Bezug auf die Kirche, teilweise auch als St. Moritz. Heute trägt die Kirche allerdings offiziell den Namen St. Trinitatis.
Um 1500 wurde ein dreiseitiger gotischer Chorabschluss angefügt und der Turm erneuert. 1697 wurde die Kirche umfassend erneuert und vergrößert, 1741 erneut restauriert und dabei die heutige Ausstattung eingebaut. Um 1881 entstanden Taufstein und die gusseisernen Öfen, auch der Dachreiter wurde auf das Turmdach aufgesetzt. 1998 wurde die Kirche umfassend saniert.

## Architektur und Ausstattung
Die Kirche ist ein einschiffiger Saalbau in Bruchsteinbauweise. Der Ostabschluss ist dreiseitig, im Westen ist der Turm als Querturm angefügt. Dieser besitzt ein Satteldach mit Dachreiter. Die Fenster des Kirchenschiffes sind spitzbogig und schlank.
Das Innere wird von einer flachen Holzbalkendecke überspannt. Der Kanzelaltar mit seitlichen Verschlägen ist mit Akanthus- und Bandelwerk versehen und zeigt drei Figuren. Christus mit Kreuz auf der linken sowie mit einem Kugelkreuz auf der rechten Seite, auf dem Schalldeckel ist eine weitere Christusfigur mit Siegesfahne zu sehen. Zwei Putti flankieren diese bekrönende Figur. Im Chorraum sind links und rechts schlichte Ältestengestühle angebracht, auf der rechten Seite befindet sich zudem eine vergitterte, schlichte Loge. Die Empore ist doppelgeschossig und umfasst hufeisenförmig den Raum. Ihre Rechteckfelder sind mit dezenter geometrischer Zier versehen.

## Orgel
Die heutige Orgel steht hinter einem um 1750 entstandenen Barockprospekt. Das Instrument wurde 1915 als Op. 384 von der Firma Rühlmann aus Zörbig geschaffen. Die Orgel besitzt 20 klingende Stimmen auf pneumatischen Kegelladen. 2006/07 wurde die Orgel restauriert und überholt.

## Glocken
Das heutige Geläut von St. Trinitatis wird aus vier Glocken gebildet. Die älteste Glocke stammt aus dem Jahr 1336 und wurde durch einen unbekannten Gießer geschaffen. Sie ist deswegen bemerkenswert, da in dieser frühen Zeit eine Datierung eher unüblich war. 1924 erhielt die Kirche als Ersatz für die im Ersten Weltkrieg abgegebenen Glocken drei neue Eisenglocken der Gießerei Schilling & Lattermann, die an gekröpften Jochen hängen. Seit 1961 werden die Glocken elektrisch angetrieben. 1992 wurde die Läuteanlage überholt. Die Tonfolge ist heute es′ – g′ – b′ – f″. Die kleine Glocke hängt an einem geraden Holzjoch.